# Connacht
Connacht (irsky Connachta, anglicky někdy psáno též Connaught) je historická provincie na západě Irska, dnes v Irské republice. Zahrnuje hrabství Galway (Gaillimh), Leitrim (Liatroma), Mayo (Maigh Eo), Roscommon (Ros Comáin) a Sligo (Sligeach). Největšími městy jsou na jihu Galway a na severu Sligo.

## Historie
Nejvýznamnějším obdobím byl raný středověk, kdy byl Connacht královstvím pod vládou dynastie Uí Briúin Aí. Prvním představitelem byl Conchobar mac Taidg Mór (zemřel 882) a posledním jeho potomek Aedh mac Ruaidri Ó Conchobair vládl v letech 1228–1233). Ve svém největším rozsahu království zahrnovalo území Breifne, s vazaly šlechtických rodů z oblasti západní Mide a západního Leinsteru. Nejvýznamnější byli králové Tairrdelbach Ua Conchobair (1088–1156) a jeho syn Ruaidri Ua Conchobair (asi 1115–1198). Oba značně rozšířili teritorium království Irska.
Ve 30. letech 13. století v království Connacht vypukla občanská válka, což umožnilo rozsáhlé Hiberno-normanské osídlení pod vedením Richarda Móra de Burgh, 1. barona z Connachtu a jeho nástupců. Normanské rodiny jako de Burgh, de Bermingham, de Exeter, de Staunton splynuly během 16. století s ostatními.